# Писково (Московска област)
Писково (на руски: Писково) е село в Истрински район, Московска област. Населението му през 2010 година е 3 души. Писково има 3 улици.
Селото е разположено в европейската част на Русия, на брега на река Беляна (приток на река Истра). Намира се на 30 километра югоизточно от град Истра. Надморската му височина е 158 метра.
Климатът на Писково е умереноконтинентален (Dfb по Кьопен) с горещо и сравнително влажно лято и дълга студена зима.